# Parafia św. Wawrzyńca w Ostrówku
Parafia św. Wawrzyńca w Ostrówku – parafia rzymskokatolicka należąca do dekanatu Lututów diecezji kaliskiej. Mieści się pod numerem 27.

## Kaplice
Na terenie parafii znajduje się kaplica położona w miejscowości Kaski. Jej patronem jest święty Florian.